# Eupentacta
Eupentacta är ett släkte av sjögurkor. Eupentacta ingår i familjen mjuksjögurkor.
Kladogram enligt Catalogue of Life:
| Eupentacta | \| \| Eupentacta pseudoquinquesemita \| \| \| \| \| \| Eupentacta quinquesemita \| \| \| \| |
|            | \| \| Eupentacta pseudoquinquesemita \| \| \| \| \| \| Eupentacta quinquesemita \| \| \| \| |
|            | Pachythyone                                                                                 |
|            |                                                                                             |
|            | Pseudothyone                                                                                |
|            |                                                                                             |
|            | Eupentacta pseudoquinquesemita                                                              |
|            |                                                                                             |
|            | Eupentacta quinquesemita                                                                    |
|            |                                                                                             |

|  | Eupentacta pseudoquinquesemita |
|  |                                |
|  | Eupentacta quinquesemita       |
|  |                                |